# Итларь (посёлок при железнодорожной станции)
Итларь — посёлок при одноименной железнодорожной станции и деревне в Ростовском районе Ярославской области России. Свое название она получила по местной деревне, получившей свое имя еще во времена Киевской Руси, когда здесь в заложниках содержался сын степного хана Итлара. Главная улица — Станционная.
Итларь является центром Итларского сельского округа. В рамках организации местного самоуправления входит в Петровское сельское поселение, в рамках административно-территориального устройства — в Итларский сельский округ.
Упоминания о исторических событиях в данной местности можно отнести к февралю 1095 году… В Киеве сидел малоинициативный Святополк Изяславич, который не справлялся с трудной ролью великого киевского князя. Русь переживала не лучшие времена. В Переяславль перешел княжить Владимир Мономах, занимавший до того черниговский престол. На повестке дня остро стоял вопрос «устроения мира», причем не только внутреннего, но и внешнего, с половцами. Летопись сообщает, что в 1094 г. мир с приднепровскими половцами заключил Святополк Изяславич, закрепив его к тому же женитьбой на дочери хана Тугоркана. Какое-то мирное соглашение, по-видимому, имелось между другим половецким ханством и Олегом Святославичем, коль они помогали ему овладеть Черниговом. Теперь наступила очередь «мириться» с половцами Владимиру Мономаху. «В то же л*то, — пишет летописец, — придоша половци, Итларь и Кытанъ к Володимеру на миръ». Находился ли в ссоре с названными ханами Владимир Мономах, неизвестно. Возможно, это был традиционный визит вежливости соседей, пытавшихся поближе познакомиться с новым властителем Переяславльской земли. За скупыми летописными фразами скрывается сложная ткань переговоров сторон, как бы мы сказали теперь, по протоколу встречи. В результате Кытан с дружинами половцев стал лагерем в нескольких километрах от Переяславля (эта местность в настоящее время носит название Итларь), а сам хан Итларь с небольшой личной охраной вошел в город Переславль. При этом безопасность Итларя гарантировалась тем, что в лагерь половцев к Кытану был отправлен сын Мономаха Святослав. По существу, хан Итларь и сын Владимира оказались в роли заложников. Начало переговоров не свидетельствовало о каких-то коварных замыслах Владимира Мономаха. Однако в их процесс неожиданно вмешался великий киевский князь Святополк. Он прислал в Переяславль своего посла Славяту — и все переменилось: «В то же время бяше пришелъ Славята ис Кыева к Володимеру от Святополка на н?кое орудие». Под словами «некое орудие», очевидно, и следует искать тайный смысл Славятиного прибытия в Переяславль. Летописец не раскрывает его, но в последующих событиях он обозначен достаточно отчетливо. Речь идет о плане убийства половецких ханов. Славята излагает его воеводе Владимира Ратибору, а тот, в свою очередь, вместе с княжескими советниками рассказывает о нем Мономаху: «И начаша думати дружина Ратиборя со княземъ Володимером о погубленьи Итларевы чади». Из приведенных слов не ясно, шла ли речь о нарушении мирных соглашений Итларем и Кытаном, или же бояре Мономаха имели в виду распространенную практику клятвопреступления других половецких ханов и полагали, что имеют моральное право наказать за это тех из них, кто оказался в их руках. Мономах продолжал стоять на мирных переговорах, однако в конце концов был сломлен Славятой, Ратибором и другими вельможами. Как свидетельствует летопись В. Татищева, князь дал согласие на убийство Итларя, но оговорил его своим неучастием. «Вы учините, как хотите, но я не хочу ни для чего, дав единою роту, преступить и век того сожалеть». Убийство Итларя в Переяславле могло откликнуться убийством сына князя Святослава в половецком лагере Итларя и Кытана. Поэтому был разработан план освобождения Святослава, а в случае успеха этой операции — и ликвидации Кытановой дружины. Под покровом ночи переяславльцы с помощью торков проникли в половецкий лагерь и выкрали княжеского сына. Затем, воспользовавшись беспечностью половецкой стражи и, по-видимому, сном дружины Кытана, уничтожили всех, кто находился в лагере (прим. историческое название местности — Итларь). Утром воскресного дня Владимир посылает своего отрока по имени Бяндюк с приглашением Итларю и его дружине прийти на княжий двор. Однако прежде они должны позавтракать у Ратибора. Утром воскресного дня Владимир посылает своего отрока по имени Бяндюк с приглашением Итларю и его дружине прийти на княжий двор. Однако прежде они должны позавтракать у Ратибора. Хан Итларь, передав Владимиру через Бяндюка свое согласие на визит к князю, пошел со своей свитой в приготовленную для завтрака избу на Ратиборовом дворе. Как только половцы вошли в дом, стражники заперли за ними дверь на замок. Затем сын Ратибора Ольбег поднялся на верхний этаж, отодвинул несколько потолочин, которые, вероятно, были заранее сорваны, и через образовавшееся отверствие пронзил стрелой Итларя. Сотоварищи Ольбега таким же образом расстреляли и все окружение хана. Летописец так подытожил это невероятно коварное убийство: «И тако зл? нспроверже животъ свой Итларь, в нед?лю сыропустную, въ часъ 1 дне, м?сяца февраля въ 24 день»… Безусловно, в расправе над половецкими послами большую роль сыграл великий киевский князь Святополк Изяславич. Не исключено, что Святополк этой акцией хотел намеренно обострить отношения половцев с Мономахом, чтобы отвлечь того от мыслей о Киеве. Ведь не мог же он не знать, что после смерти Всеволода Ярославича киевляне хотели видеть его преемником именно Мономаха. Разумеется, все происходящее могло быть и обычным легкомыслием Святополка, которое тот демонстрировал неоднократно. В 1093 г. он уже заключал половецких послов в киевский поруб, чем навлек на киевскую землю орды половцев. После расправы над Итларем и Кытаном Святополк и Владимир пытаются расширить антиполовецкую коалицию за счет Олега Святославича. Зная его особую предрасположенность к половцам, которые совсем недавно помогли ему утвердиться в Чернигове, князья пытаются спровоцировать его на акцию, подобную той, что случилась в Переяславле. Они требуют убить или выдать сына хана Итларя, который находился в Чернигове. Олег отказался это сделать, чем резко обострил междукняжеские отношения. Удивительно, как Владимир и Святополк не могли предвидеть драматических последствий для всей Южной Руси. Ни скрыть, ни списать смерть двух половецких ханов на несчастный случай не удалось. Она вызвала гнев и возмущение во всей Половецкой земле. В ответ на нее половецкие ханы нанесли солидарный удар по южнорусским княжествам. Хан Куря и хан Тугоркан вторглись в Переяславльскую землю. Хан Боняк осуществил дерзкое нападение на столицу Руси Киев и даже сжег его южные пригороды и монастыри. Половецкий смерч обошел стороной только Черниговщину, князь которой Олег Святославич стойко держался союза со степняками. Так непродуманное легкомыслие Святополка и Владимира, нарушивших правила рыцарской чести, обернулось несчастьем для десятков тысяч простых русичей Киевской Руси.

## География
Фактически железнодорожная станция находится в восточной части деревни Итларь и со всех сторон окружёна её застройками.
Находится в 37 км к югу (по прямой) от центра города Ростова и в 18 км к югу от рабочего посёлка Петровское.

## Население
| 2007 | 2010 |
| ---- | ---- |
| 32   | ↘21  |

Согласно результатам переписи 2002 года, в национальной структуре населения русские составляли 97 % от всех жителей.